# Wlodzimierz Czacki
Wlodzimierz Czacki, poljski rimskokatoliški duhovnik, škof in kardinal, * 16. april 1834, Poryck, † 8. marec 1888.

## Življenjepis
30. novembra 1867 je prejel duhovniško posvečenje.
12. avgusta 1879 je bil imenovan za naslovnega nadškofa Salamisa; 17. avgusta je prejel škofovsko posvečenje in 19. septembra 1879 je bil imenovan za apostolskega nuncija v Franciji.
25. septembra 1882 je bil povzdignjen v kardinala in imenovan za kardinal-duhovnika S. Pudenziana.